# Pretty Polly Classic 1986
Pretty Polly Classic 1986  — жіночий тенісний турнір, що проходив на закритих кортах з килимовим покриттям Брайтонського центру в Брайтоні (Англія). Належав до Світової чемпіонської серії Вірджинії Слімс 1986. Турнір відбувся вдев'яте і тривав з 20 жовтня до 26 жовтня 1986 року. Перша сіяна Штеффі Граф здобула титул в одиночному розряді й отримала за це 40 тис. доларів США.

## Фінальна частина

### Одиночний розряд
Штеффі Граф —  Катаріна Ліндквіст 6–3, 6–3
- Для Граф це був 8-й титул в одиночному розряді за сезон і за кар'єру.

### Парний розряд
Штеффі Граф /  Гелена Сукова —  Тіна Шоєр-Ларсен /  Катрін Танв'є 6–4, 6–4